# غريغ أندرسون (كاتب)
غريغ أندرسون (بالإنجليزية: Greg Anderson)‏ هو عازف بيانو وملحن وكاتب أمريكي، ولد في 28 سبتمبر 1981 في سانت بول في الولايات المتحدة.

## وصلات خارجية
- غريغ أندرسون على موقع ميوزك برينز (الإنجليزية)